# Eleições autárquicas de 2009 na Amadora
As eleições autárquicas de 2009 serviram para eleger os diferentes órgãos do poder local do Concelho da Amadora.
Joaquim Raposo, presidente da Câmara desde 1997 pelo Partido Socialista, foi novamente reeleito com ampla maioria, com o PS a obter 46,5% dos votos e 6 vereadores.

## Resultados Oficiais
Os resultados para os diferentes órgãos do poder local da Amadora foram os seguintes:

### Câmara Municipal
| Partido                 | Partido                                           | Votos   | %               | +/-  | Vereadores | +/-     |
| ----------------------- | ------------------------------------------------- | ------- | --------------- | ---- | ---------- | ------- |
|                         | Partido Socialista                                | 32 623  | 46,51 / 100,00  | 3,79 | 6 / 11     | Estável |
|                         | PSD-CDS-PPM                                       | 16 043  | 22,87 / 100,00  | 0,33 | 3 / 11     | Estável |
|                         | Coligação Democrática Unitária                    | 11 259  | 16,05 / 100,00  | 3,11 | 2 / 11     | Estável |
|                         | Bloco de Esquerda                                 | 4 143   | 5,91 / 100,00   | 1,00 | 0 / 11     | Estável |
|                         | Cidadãos Independentes por Amadora                | 1 709   | 2,44 / 100,00   | Novo | 0 / 11     | Novo    |
|                         | Movimento de Intervenção e Cidadania pela Amadora | 1 643   | 2,34 / 100,00   | Novo | 0 / 11     | Novo    |
|                         | PCTP/MRPP                                         | 309     | 0,44 / 100,00   | 1,46 | 0 / 11     | Estável |
|                         | Partido Trabalhista Português                     | 174     | 0,25 / 100,00   | Novo | 0 / 11     | Novo    |
| Votos Inválidos         | Votos Inválidos                                   | 2 240   | 3,20 / 100,00   | 3,00 |            |         |
| Total                   | Total                                             | 70 143  | 100,00 / 100,00 |      | 11 / 11    |         |
| Eleitorado/Participação | Eleitorado/Participação                           | 146 971 | 47,73 / 100,00  | 0,42 |            |         |

### Assembleia Municipal
| Partido                 | Partido                                           | Votos   | %               | +/-  | Deputados | +/-  |
| ----------------------- | ------------------------------------------------- | ------- | --------------- | ---- | --------- | ---- |
|                         | Partido Socialista                                | 29 691  | 42,33 / 100,00  | 2,48 | 15 / 33   | 1    |
|                         | PSD-CDS-PPM                                       | 16 794  | 23,94 / 100,00  | 0,19 | 9 / 33    | 1    |
|                         | Coligação Democrática Unitária                    | 12 066  | 17,20 / 100,00  | 4,21 | 6 / 33    | 2    |
|                         | Bloco de Esquerda                                 | 4 992   | 7,12 / 100,00   | 1,57 | 2 / 33    | 1    |
|                         | Movimento de Intervenção e Cidadania pela Amadora | 2 162   | 3,08 / 100,00   | Novo | 1 / 33    | Novo |
|                         | Cidadãos Independentes por Amadora                | 1 851   | 2,64 / 100,00   | Novo | 0 / 33    | Novo |
|                         | Partido Trabalhista Português                     | 228     | 0,33 / 100,00   | Novo | 0 / 33    | Novo |
| Votos Inválidos         | Votos Inválidos                                   | 2 363   | 3,37 / 100,00   | 2,94 |           |      |
| Total                   | Total                                             | 70 147  | 100,00 / 100,00 |      | 33 / 33   |      |
| Eleitorado/Participação | Eleitorado/Participação                           | 146 971 | 47,73 / 100,00  | 0,42 |           |      |

### Juntas de Freguesia
| Partido                 | Partido                        | Votos   | %               | +/-  | Presidentes | +/-     | Mandatos  | +/-     |
| ----------------------- | ------------------------------ | ------- | --------------- | ---- | ----------- | ------- | --------- | ------- |
|                         | Partido Socialista             | 28 805  | 41,07 / 100,00  | 0,83 | 10 / 11     | Estável | 68 / 143  | 3       |
|                         | PSD-CDS-PPM                    | 16 512  | 23,54 / 100,00  | 0,45 | 1 / 11      | Estável | 37 / 143  | Estável |
|                         | Coligação Democrática Unitária | 12 547  | 17,89 / 100,00  | 4,75 | 0 / 11      | Estável | 24 / 143  | 9       |
|                         | Grupo de Cidadãos              | 5 277   | 7,52 / 100,00   | -    | 0 / 11      | -       | 4 / 143   | -       |
|                         | Bloco de Esquerda              | 4 631   | 6,60 / 100,00   | 0,20 | 0 / 11      | Estável | 10 / 143  | 2       |
|                         | Partido Trabalhista Português  | 73      | 0,10 / 100,00   | Novo | 0 / 11      | Novo    | 0 / 143   | Novo    |
| Votos Inválidos         | Votos Inválidos                | 2 286   | 3,26 / 100,00   | 2,98 |             |         |           |         |
| Total                   | Total                          | 70 131  | 100,00 / 100,00 |      | 11 / 11     |         | 143 / 143 |         |
| Eleitorado/Participação | Eleitorado/Participação        | 146 971 | 47,72 / 100,00  | 0,43 |             |         |           |         |

## Resultados por Freguesia

### Câmara Municipal
| Freguesia  | %     | %            | %     | %    | %    | %    | %    | %    | Votantes |
| Freguesia  | PS    | PSD-CDS -PPM | CDU   | BE   | CIA  | MICA | PCTP | PTP  | Votantes |
| ---------- | ----- | ------------ | ----- | ---- | ---- | ---- | ---- | ---- | -------- |
| Alfornelos | 50,67 | 24,84        | 10,44 | 6,82 | 1,81 | 1,44 | 0,37 | 0,14 | 4 312    |
| Alfragide  | 33,36 | 41,36        | 9,21  | 7,20 | 1,57 | 2,10 | 0,36 | 0,11 | 3 627    |
| Brandoa    | 54,96 | 16,13        | 18,09 | 4,08 | 1,80 | 1,22 | 0,57 | 0,25 | 6 497    |
| Buraca     | 38,34 | 21,56        | 18,07 | 7,73 | 4,98 | 3,70 | 0,75 | 0,41 | 5 887    |
| Damaia     | 40,41 | 24,69        | 20,28 | 7,29 | 2,10 | 1,26 | 0,46 | 0,25 | 8 751    |
| Falagueira | 53,30 | 15,87        | 20,15 | 5,11 | 1,16 | 1,50 | 0,29 | 0,21 | 6 143    |
| Mina       | 48,93 | 21,22        | 16,09 | 4,77 | 2,61 | 2,36 | 0,51 | 0,37 | 7 593    |
| Reboleira  | 45,87 | 25,04        | 15,36 | 6,64 | 1,75 | 1,87 | 0,37 | 0,13 | 6 159    |
| São Brás   | 51,98 | 21,18        | 12,82 | 5,29 | 2,63 | 2,74 | 0,38 | 0,25 | 8 370    |
| Venda Nova | 47,16 | 19,66        | 14,17 | 6,05 | 8,00 | 1,38 | 0,49 | 0,17 | 4 065    |
| Venteira   | 43,28 | 26,25        | 16,09 | 5,22 | 0,66 | 4,89 | 0,31 | 0,29 | 8 739    |
| Amadora    | 46,51 | 22,87        | 16,05 | 5,91 | 2,44 | 2,34 | 0,44 | 0,25 | 70 143   |

### Assembleia Municipal
| Freguesia  | %     | %            | %     | %    | %    | %    | %    | Votantes |
| Freguesia  | PS    | PSD-CDS -PPM | CDU   | BE   | MICA | CIA  | PTP  | Votantes |
| ---------- | ----- | ------------ | ----- | ---- | ---- | ---- | ---- | -------- |
| Alfornelos | 46,13 | 26,09        | 11,22 | 8,44 | 1,86 | 2,41 | 0,19 | 4 312    |
| Alfragide  | 30,40 | 42,48        | 9,37  | 8,08 | 1,71 | 2,73 | 0,41 | 3 628    |
| Brandoa    | 51,76 | 17,22        | 19,41 | 4,99 | 1,49 | 1,99 | 0,29 | 6 497    |
| Buraca     | 36,44 | 21,90        | 19,08 | 8,14 | 4,09 | 5,30 | 0,48 | 5 887    |
| Damaia     | 37,53 | 25,33        | 21,86 | 8,08 | 2,18 | 1,44 | 0,24 | 8 752    |
| Falagueira | 48,32 | 17,13        | 22,06 | 6,36 | 1,89 | 1,33 | 0,24 | 6 143    |
| Mina       | 45,32 | 22,29        | 16,89 | 6,10 | 3,02 | 2,65 | 0,40 | 7 592    |
| Reboleira  | 41,18 | 26,43        | 16,50 | 8,36 | 2,35 | 1,87 | 0,24 | 6 159    |
| São Brás   | 45,59 | 22,99        | 14,19 | 6,80 | 4,04 | 2,90 | 0,37 | 8 370    |
| Venda Nova | 42,88 | 20,31        | 15,20 | 7,75 | 1,89 | 8,46 | 0,37 | 4 067    |
| Venteira   | 37,77 | 27,24        | 17,00 | 6,54 | 7,03 | 0,78 | 0,35 | 8 740    |
| Amadora    | 42,33 | 23,94        | 17,20 | 7,12 | 3,08 | 2,64 | 0,33 | 70 147   |

### Juntas de Freguesia
| Freguesia  | 2005-2009 | 2005-2009          | 2005-2009      | 2009-2013 | 2009-2013          | 2009-2013      |
| ---------- | --------- | ------------------ | -------------- | --------- | ------------------ | -------------- |
| Alfornelos |           | Partido Socialista | 41,94 / 100,00 |           | Partido Socialista | 48,25 / 100,00 |
| Alfragide  |           | PSD-CDS-PPM        | 45,88 / 100,00 |           | PSD-CDS-PPM        | 34,20 / 100,00 |
| Brandoa    |           | Partido Socialista | 52,37 / 100,00 |           | Partido Socialista | 52,82 / 100,00 |
| Buraca     |           | Partido Socialista | 33,50 / 100,00 |           | Partido Socialista | 36,32 / 100,00 |
| Damaia     |           | Partido Socialista | 37,31 / 100,00 |           | Partido Socialista | 34,99 / 100,00 |
| Falagueira |           | Partido Socialista | 44,28 / 100,00 |           | Partido Socialista | 46,56 / 100,00 |
| Mina       |           | Partido Socialista | 42,61 / 100,00 |           | Partido Socialista | 44,45 / 100,00 |
| Reboleira  |           | Partido Socialista | 38,02 / 100,00 |           | Partido Socialista | 39,89 / 100,00 |
| São Brás   |           | Partido Socialista | 45,47 / 100,00 |           | Partido Socialista | 44,87 / 100,00 |
| Venda Nova |           | Partido Socialista | 39,61 / 100,00 |           | Partido Socialista | 41,06 / 100,00 |
| Venteira   |           | Partido Socialista | 33,03 / 100,00 |           | Partido Socialista | 34,83 / 100,00 |